# The Girl Who Sees Smells
The Girl Who Sees Smells (en hangul, 냄새를 보는 소녀; romanización revisada, Naemsaereul boneun sonyeo), también conocida en español como La chica que veía olores, es una serie de televisión surcoreana de comedia romántica emitida durante 2015 y protagonizada por Park Yoo Chun, Shin Se Kyung, Namgung Min, Yoon Jin Seo y Choi Tae-joon.
Fue transmitida por SBS desde el 1 de abril hasta el 21 de mayo de 2015, con una longitud final de 16 episodios emitidos miércoles y jueves a las 21:55 (KST). Está basada en el webtoon de Man Chwi del mismo título.

## Argumento
Choi Eun Seol (Shin Se Kyung) llega a casa para encontrar a sus padres asesinados. Cuando se distrae el asesino, ella escapa, pero es golpeada por un coche, sus padres son encontrados más tarde con un código de barras marcado en su piel, dejando el "Código de barras" como marca del asesino en serie. El detective a cargo del caso, Oh Jae Pyo (Jung In Gi) se da cuenta de que la ahora comatosa Eun Seol es la única testigo sobreviviente.
En esa misma noche, Choi Mu Gak (Park Yoo Chun) está en el hospital visitando a su hermana menor, también llamada Choi Eun Seol (Kim So Hyun), quien está siendo tratada por heridas leves después de un accidente de autobús. Pero cuando regresa a su cama, él la encuentra muerta con la garganta cortada.

## Reparto

### Personajes principales
- Park Yoo Chun como Choi Moo Gak.
- Shin Se Kyung como Choi Eun Sul / Oh Cho Rim.
- Nam Goong Min como Kwon Jae Hee.[5]
- Yoon Jin Seo como Yum Mi
- Choi Tae Joon como el agente especial Ye Sang Gil.

### Personajes secundarios
Relacionados con Cho Rim
- Jung In Ki como Oh Jae Pyo.
- Park Jin Joo como Ma Ae Ri.

Gente del Frog Troupe Theatre
- Nam Chang Hee como Jo In Bae.
- Oh Cho Hee como Uh Woo Ya.
- Jung Chan Woo como Wang Ja Bang.

Gente de la estación de policía
- Lee Won-jong como Kang Hyuk.
- Jo Hee Bong como Ki Choong Do.
- Kim Byeong-ok como Sa-joon, jefe de la estación de policía.
- Choi Jae Hwan como Tak Ji Suk (Ep.. 2-6)
- Jung Hyun Suk como Detective Kim.

### Otros personajes
- Kim So Hyun como Choi Eun Sul.
- Kim Dong Kyun como Park Hyung Jin.
- Bang Eun Hee como Yang Mi Yun.
- Kim Ki Chun como Kim Joong In.
- Song Jong Ho como Chun Baek Kyung.

Apariciones especiales
- Heo Joon Suk como Kang Sang Moon (Ep. 1).
- Kim Bo Mi como Empleado del mini super (Ep. 1).
- Kim Il Joong como Presentador de One Night Entertainment TV (Ep. 1).
- Jang Ye Won como Presentador de One Night Entertainment TV (Ep. 1).
- Yoo Jae Suk como Miembro de Running Man (Ep. 1).
- Ji Suk Jin como Miembro de Running Man (Ep. 1).
- Kim Jong Kook como Miembro de Running Man (Ep. 1).
- Ha Dong Hoon como Miembro de Running Man (Ep. 1).
- Kang Gae Ri como Miembro de Running Man (Ep. 1).
- Song Ji Hyo como Miembro de Running Man (Ep. 1).
- Lee Kwang Soo como Miembro de Running Man (Ep. 1).
- Oh Jung Tae como Empleado del centro de autos (Ep. 2).
- Park Young Soo como Hombre que toma la tarjeta de Joo Ma Ri (Ep. 2, 10).
- Dan Woo como Conductor del auto chocado (Ep. 2-3).
- Son Se Bin como Novia del conductor (Ep. 2-3).
- Park Han Byul como Joo Ma Ri (Ep. 2-3).
- Ha Soo Ho como Hwang Ki Soo (Ep. 4).
- Kim Min Chan como Tak Min Suk / Andy (Ep. 4).
- Oh Tae Kyung como Yang Suk Jin (Ep. 5).
- Nam Jung Hee como Dueño de la casa de apuestas ilegales (Ep. 6).
- Lee Jung Shin como Celebridad (Ep. 6).
- Julian Quintart como Estudiante de inglés (Ep. 10).
- Min Joon Hyun como Perverertido (Ep. 10).
- Seo Hyo Myung como Falso Choi Eun Sul (Ep. 12).
- Go In Bum como Ye Chang Gook (Ep. 15).

## Recepción

### Audiencia
En Azul la audiencia más baja y en rojo la más alta, correspondientes a las empresas medidoras TNms y AGB Nielsen.
| Ep. #    | Fecha original de emisión | Share        | Share        | Share       | Share       |
| Ep. #    | Fecha original de emisión | TNmS Ratings | TNmS Ratings | AGB Nielsen | AGB Nielsen |
| Ep. #    | Fecha original de emisión | Nacional     | Seúl         | Nacional    | Seúl        |
| -------- | ------------------------- | ------------ | ------------ | ----------- | ----------- |
| 1        | 1 de abril de 2015        | 5.6 %        | 7.1 %        | 5.6 %       | 6.1 %       |
| 2        | 2 de abril de 2015        | 6.0 %        | 6.6 %        | 6.1 %       | 6.8 %       |
| 3        | 8 de abril de 2015        | 6.6 %        | 7.1 %        | 7.0 %       | 7.9 %       |
| 4        | 9 de abril de 2015        | 7.8 %        | 8.8 %        | 7.8 %       | 8.0 %       |
| 5        | 15 de abril de 2015       | 7.4 %        | 8.4 %        | 7.1 %       | 7.5 %       |
| 6        | 16 de abril de 2015       | 8.5 %        | 9.8 %        | 7.5 %       | 7.7 %       |
| 7        | 22 de abril de 2015       | 7.3 %        | 8.0 %        | 8.1 %       | 8.4 %       |
| 8        | 23 de abril de 2015       | 9.2 %        | 10.5 %       | 8.3 %       | 8.5 %       |
| 9        | 29 de abril de 2015       | 7.9 %        | 8.5 %        | 6.8 %       | 7.0 %       |
| 10       | 30 de abril de 2015       | 9.3 %        | 10.7 %       | 8.0 %       | 8.4 %       |
| 11       | 6 de mayo de 2015         | 8.0 %        | 9.4 %        | 7.5 %       | 8.1 %       |
| 12       | 7 de mayo de 2015         | 8.6 %        | 9.8 %        | 6.9 %       | 6.7 %       |
| 13       | 13 de mayo de 2015        | 9.1 %        | 10.6 %       | 8.7 %       | 9.2 %       |
| 14       | 14 de mayo de 2015        | 10.1 %       | 11.4 %       | 9.5 %       | 9.7 %       |
| 15       | 20 de mayo de 2015        | 10.9 %       | 13.5 %       | 9.6 %       | 9.5 %       |
| 16       | 21 de mayo de 2015        | 11.9 %       | 14.4 %       | 10.8 %      | 11.4 %      |
| Promedio | Promedio                  | 8.4 %        | 9.7 %        | 7.8 %       | 8.2 %       |

## Banda sonora
- Joo Bi (Sunny Hill) & Yi Jeong (HISTORY) - «Confusing».
- Loco & Yu Ju (GFRIEND) - «Spring Is Gone By Chance».
- Kye Bum Zu - «First Time».
- Jemini - «I'll Pray Everyday».
- M.C the Max - «Because Of You».
- Sweet Sorrow - «You Are My Everything».
- Acourve - «Honey».
- NC.A, Yano & Sangdo (Topp Dogg) - «Just 5 More Minutes».
- Song Yu Vin & Kim Na Young - «Ordinary Farewell».

## Emisión internacional
- Hong Kong: TVB Korean Drama.
- Israel: Viva.[8]
- Singapur: ONE TV Asia.
- Taiwán: GTV.